# Abraham ibn Ezra
Abraham ibn Ezra (hebreu: אַבְרָהָם בֶּן מֵאִיר אִבְּן עֶזְרָא)  (Tudela, c. 1092 - Calahorra, 23 de gener de 1167) fou un erudit jueu andalusí, que cultivà la poesia, l'exegesi bíblica, la filosofia, la gramàtica hebrea i les ciències dels astres (astronomia, astrologia, matemàtiques i calendari). Fou una de les veus jueves més importants de l'Àndalus i figura fonamental en la tasca de difusió de les cultures hebrea i àrab de l'Àndalus dins l'Espanya cristiana i Europa.

## Biografia
No ha arribat als nostres dies molta informació sobre els primers anys d'Ibn Ezra. Se sap que nasqué al voltant de 1089, però s'han indicat altres dates pel seu naixement, com 1088 o 1092, a Tudela, pertanyent a la taifa de Saragossa, durant el regnat del húdida Àhmad II, i tot pareix indicar que la seva família no tenia recursos econòmics. Estudià primerament tots els aspectes de la cultura jueva en la seva ciutat i posteriorment es trasllada a Toledo, Còrdova, Lucena, Sevilla i Granada, a més d'altres ciutats del nord d'Àfrica, on va rebre una important formació de les cultures jueva i àrab Durant aquests viatges d'estudis conegué a molts importants pensadors, com Yehudà ha-Leví, amb qui mantindria una continuada amistat.
En arribar la invasió almohade hagué de fugir de l'Àndalus, iniciant la vida d'erudit itinerant. La destrucció duta a terme pels conquistadors almohades de les aljames que no acceptaren la conversió forçada a l'islam impacta fortament a l'ànim d'ibn Ezra, sentiments que abocà en la seva poesia. Nogensmenys la sòlida formació científica i humanística, Ibn Ezra no va tenir cap talent en l'àmbit econòmic —el mateix Abraham ibn Ezra era conscient d'aquesta situació, i fins i tot va escriure còmicament sobre el tema: Si em dediqués a vendre sudaris, no es moriria ningú, i si vengués espelmes, el sol no es posaria fins al dia de la meva mort raó per la qual el pelegrinatge de 25 anys que el va dur per diversos països d'Àfrica, Àsia i Europa va estar acompanyat per penúries de tota classe, depenent sempre dels mecenes jueus i de les comunitats jueves en general, en les quals es dedica a l'ensenyament i a la traducció. Aquest exili va ser patit per Abraham ibn Ezra amb un fort sentiment de pèrdua de la seva pàtria.
L'any 1139 surt de l'Àndalus, i és possible que fes un viatge pel Nord d'Àfrica i arribés a Bagdad i Babilònia, per traslladar-se seguidament a Itàlia, primerament a Roma, on viu de 1140 a 1143, i en aquest període realitza un viatge a Salern, Kairuan i Gabès, fins a arribar a Egipte. Després torna a Itàlia i viu a Lucca, on roman de 1143 a 1145, més tard a Màntua, on viu durant 1145 i 1146, i després a Verona, en 1147. Posteriorment es trasllada a la ciutat occitana de Besiers, al voltant de 1148, i d'allí mou cap a les ciutats de Bordeus, Angers i Rouen, en aquesta última viu de 1153 a 1156. L'any 1158 el passa a Londres, d'on torna a França en 1160 per residir un temps a Narbona, d'on mou cap a la península Ibèrica, a Calahorra, on va morir al voltant de 1167. Però no hi ha certesa quant a l'any de la seva mort: 1164, 1165 o 1667,, ni en el lloc on va morir: Londres, Calahorra o Roma.

## Obra

### Poesia
Escriu més de 500 poemes litúrgics, piyutim, que encara s'inclouen en els rituals de les sinagogues, i uns 250 poemes profans. Per un costat la seva obra poètica és una bella representació de l'escola andalusina, tant en la prosòdia com en la temàtica; per altre costat, apareixen noves tendències poètiques que s'han de considerar precursores d'un nou període de la poesia hebrea.
L'elecció d'Ibn Ezra dels subjectes dels seus poemes profans s'aparta dels temes cortesans i cavallerescos tractats per Samuel ha-Naguid i Salomó ibn Gabirol, per a reflectir un nou realisme provocat per la desfeta de les comunitats jueves després de la invasió almohade de l'Àndalus en la quarta dècada del segle xii, i escriu sobre situacions, llocs i persones reals (captaires, gentola de tota classe, etc.). Ibn Ezra és pioner en el canvi dels temes amb un tractament heroic-burlesc front a les dificultats de la vida diària. Bon coneixedor de la poesia de l'Àndalus, crea nous gèneres, desenvolupa noves estructures estròfiques, (en alguns poemes apareixen influències de la poesia provençal) ( i potencia el realisme i l'estil satíric, una innovació en la història de la poesia profana del món jueu andalusí.
- Diwan.

#### Escacs
- c 1140. Abraham ibn Ezra fou autor d'un poema en hebreu sobre els escacs que fou traduït al llatí per Thomas Hyde: Carmina Rhytmica de Ludo Shah-Mat.[27]

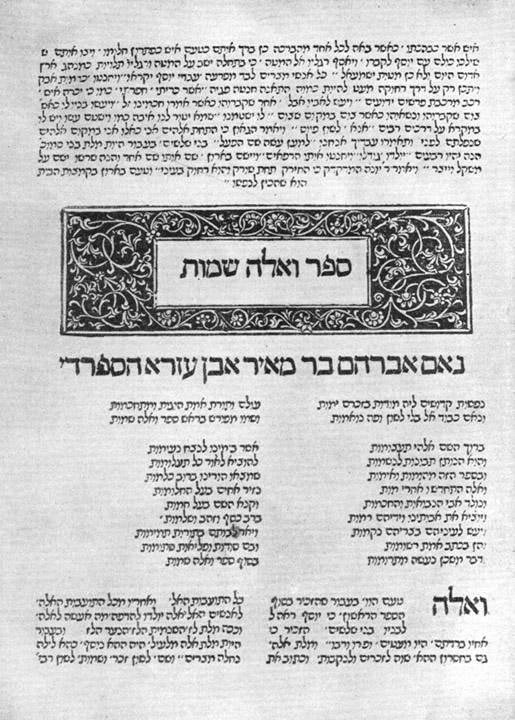
Portada del Comentari a l'Èxode, d'Abraham ibn Ezra (publicat a Nàpols el 1488)

### Exegesi
- (Comentari a l'Eclesiastès). Compost a Roma el 1140.[19][28]
- (Comentari a Job). Compost a Roma.[19]
- (Comentari a Lamentacions). Compost a Roma.[19]
- (Comentari a Daniel). Dues versions, la primera escrita a Roma, i la segona, al nord de França.[19]
- (Comentari a Rut).Compost a Roma.[19]
- (Comentari a Ester). Dues versions, composta la primera a Roma, i la segona, al nord de França.[19]
- (Comentari al Càntic dels Càntics). Dues versions, escrita a Roma la primera, i la segona al nord de França.[19]
- Sefer ha-Yashar (Comentari al Pentateuc). Dues versions, primerament a Lucca, i una segona, al nord de França.[19]
- (Comentari a Isaïes). Compost a Lucca.[19]
- (Comentari als primers Profetes). Dues versions, la primera a Lucca, i la segona a França.[19]

### Filosofia religiosa
Ibn Ezra segueix el corrent neoplatònic de l'època però amb poca originalitat. Fidel en molts dels seus postulats a Ibn Gabirol, exposa la doctrina de la voluntat creadora i la identifica amb la Saviesa i el Verb diví. Tot el que ha estat creat procedeix de la Voluntat de Déu, a partir dels dos elements irreductibles: la matèria i la forma, on la matèria és eterna, invariable i espiritual, i a ella van les formes, que tenen un caràcter accidental, i amb la conjunció dels dos elements sorgeixen totes les criatures. La creació o infusió de forma a la matèria es produeix sobre un element previ i etern, i s'articula en tres estrats subordinats: el superior, dels àngels i de l'ànima còsmica, l'intermedi, dels astres, i l'inferior, dels éssers corruptibles, on està l'home. Per altra banda, l'ésser humà és la conjunció de tres ànimes: la vegetativa i animal, ambdues limitades i peribles, i la superior o racional, immortal, que controla les anteriors.
- Ḥay ben Méqiṣ. Adaptació en prosa rimada del conte filosòfic Ḥayy ibn Yaqzān d'Avicenna, el qual dedica a Samuel ibn Jacob ibn Jāmiʾ, de Gabès.[15]
- Yesod Morà (Base del temor reverencial). Escrit l'any 1158. És la formulació més sistemàtica del seu pensament filosòfic. Es tracta d'un tractat sobre la lògica dels manaments, un intent de desenvolupar una filosofia estrictament jueva. Per a ell existeixen uns manaments absoluts, coneguts mitjançant la raó, abans fins i tot de rebre la Torà.[30][31]
- Arugat ha-ḥojmah u-pardes ha-mezimmah (Pomell de saviesa i paradís de la intel·ligència).[17]
- Sefer Higgayu (Lògica).[17]
- Bēt middōt (Casa dels costums).[17]

### Gramàtica
- Sefer Moznayim (Llibre de la balança). Compost a Roma el 1140. És un tractat gramatical amb intenció pedagògica.[32][33]
- Sefer ha-Yēsot (Llibre dels principis —de la gramàtica—). Compost a Lucca.[16] És una petita monografia sobre els nombres i sobre el sistema babilònic-hebreu de puntuació.[33]
- Śēfat Yeter (Llengua de preferència). Compost a Lucca. Defensa a Saadia Gaon d'una crítica d'Adonim ha-Levi, nom que possiblement correspon a Dunaix ben Labrat.[16][34]
- Sefer Ṣaḥot (Llibre de l'expressió pura). Compost a Màntua el 1145. És la seva millor obra de gramàtica i la primera de l'Hebreu que conté un capítol dedicat a la poètica hebrea.[16][33]
- Śafa bērura (Llengua clara). Inacabat. Compost el 1167.[35] És un breu resum de gramàtica.[33]

### Astrologia
- Séfer Reixit Hokhmà (Llibre del començament de la saviesa). Es coneixen dues versions, la primera composta en Besiers l'any 1148. És una introducció a l'astrologia, considerada la més famosa i difosa de les seves obres astrològiques.[36][37]
- Séfer ha-Teamim (Llibre de les raons). Existeixen dues versions, la primera composta en Besiers en 1148 i la segona, possiblement composta al nord de França, al voltant de 1154. És l'explicació dels termes i conceptes astrològics del Séfer Reixit Hokhmà.[38][39]
- Sefer Mišpeté ha-Mazalot (Llibre dels judicis dels signes zodiacals). Compost probablement a Rouen amb posterioritat a l'any 1157. És una altra introducció a l'astrologia.[40][41]
- Séfer ha-Olam (Llibre del món). Hi ha dues versions, una primera composta a Besiers el 1148, i altra, posterior, escrita al nord de França. Tracta de l'astrologia històrica i meteorològica.[42][43]
- Séfer ha-Moladot (Llibre de les nativitats). Hi ha dues versions, composta la primera a Besiers el 1148, i posteriorment la segona, de la qual sols es conserva la traducció llatina Liber Nativitatum. Aquesta obra exposa l'astrologia individual mitjançant l'anàlisi de l'horòscop personal.[44][45]
- Séfer ha-Tequfà (Llibre de la revolució). Astrologia individual.[46]
- Séfer ha-Mibharim (Llibre de les eleccions). Existeixen tres versions de l'obra. Tracta de la doctrina de les eleccions, on l'astròleg pot establir el moment més adequat per realitzar una activitat amb la confecció d'un horòscop.[47][48]
- Séfer ha-Xeelot (Llibre de les interrogacions). Amb tres versions conegudes, la primera de Besiers composta el 1148. Estudia la doctrina astrològica de les interrogacions, on l'astròleg respon a preguntes mitjançant la confecció d'un horòscop.[49]
- Séfer ha-Meorot (Llibre de les lluminàries). Compost a Besiers el 1148. És un tractat d'astrologia mèdica, on estudia la influència dels astres sobre els dies crítics en la malaltia d'un pacient.[50][51]

### Astronomia
- Hokhmà ha-Mazalot (Ciència dels estels).[52]
- Séfer Taamé ha-Luhot (Llibre de les raons últimes de les taules astronòmiques). Escriu dues versions en hebreu, la primera a Lucca, en 1146, i la segona a Narbona, entre 1148 i 1154; i dues en llatí, una escrita a Pisa en 1146, i la segona a França l'any 1154 (Liber de rationibus tabularum). Es tracta d'un estudi de les taules astronòmiques per efectuar mesures astronòmiques i astrològiques, on apareixen nocions de trigonometria.[53]
- Kelí ha-Nehóixet (L'instrument de llautó —Llibre de l'astrolabi—). Existeixen tres versions en hebreu, la primera escrita possiblement a Lucca o Verona el 1146, la segona, del mateix any, amb alguns trets diferents, escrita a Màntua o Verona, i la tercera, escrita el 1148 a Besiers; i també una versió en llatí, escrita l'any 1146, possiblement a Màntua. És un tractat tècnic sobre l'astrolabi per utilitzar-lo en astronomia i astrologia.[54]
- Hokhmat toledet ha-Xamàyim (Ciència del producte del cel). Tractat de cosmogonia.[52]

### Matemàtiques
- Hokhmà ha-Heixbon ha-Midot ve-ha-Arakhim. Tractat d'aritmètica i geometria[52]
- Séfer ha-Mispar (Llibre del Nombre). Escrit a Itàlia, possiblement l'any 1146, i traduït al llatí poc després. És un tractat d'aritmètica amb les operacions bàsiques i la introducció del valor posicional dels nombres en el sistema decimal, seguint a al-Khwarazmí.[55]
- Séfer ha-Ehad (Llibre de la Unitat). Escrit abans de 1148. Breu tractat matemàtic, que tracta dels atributs dels nombres.[56]
- Sefer ha-Middot. Text de geometria pràctica.[57]

### Calendari
- Séfer ha-Ibbur (Llibre d'intercalació). Existeixen dues versions, la primera composta a Verona el 1146, i la segona, a Narbona abans de 1148. Tractat on descriu els principals trets del calendari jueu i explica els seus fonaments.[58]
- Tres Responsa, contestant a preguntes sobre el calendari jueu, escrites a Narbona entre 1148 i 1154.[59]
- ʾIgeret ha-Shabbat (Epístola del Sàbat). Composta en 1158 a Londres.[60]

### Ciències naturals
- Hokhmà ha-toledet.[52]

### Psicologia
- Hokhmà ha-Néfeix (Ciència de la ment).[52]

### Lògica
- Hokhmà ha-mivtà (Equilibri de tota la ciència).[52]

### Traduccions
- Taʿamei al-Muthannâ (Translació d'Al-Muthannà). Compost a Anglaterra l'any 1160. Traducció de l'obra d'Ibn al-Muthannâ, Comentaris a les taules astronòmiques d'Al-Khwarazmí.[61]
- Kitab al-tanḳiṭ, Kitab al-af’al dhawât huruf al-lîn i Kitab al-af’al dhawât hurûf al-mathalain, les principals obres gramaticals de Judà ben David Hayyuj, traduïdes del judeoàrab a l'hebreu.

## Repercussions
L'impacte d'Ibn Ezra fou ràpid i extens. En les diverses comunitats on habita presenta la seva obra d'una forma didàctica. Les seves contribucions, generalment, no van arribar al nivell d'altres erudits del seu temps però fou un gran difusor de la cultura que es feia al món musulmà, tant d'àrabs com de jueus.
En tant que exegeta, difon en Europa els mètodes d'interpretació dels erudits sefardites mitjançant l'adopció del sentit literal-filosòfic i per la utilització d'argumentacions filosòfiques. Enfoca les seves anàlisis des de la crítica textual, negant validesa a la interpretació d'altres exegetes. La seva tasca va tenir molta importància en la seva època i ofereix una originalitat que no apareix en els seus altres estudis, on ataca els texts bíblics amb gran audàcia i atreviment, netejant-los de l'antropomorfisme i de les deformacions de l'excessiu literalisme, i per tal motiu fou admirat per Baruch Spinoza.
La figura d'Ibn Ezra, fora dels ambients erudits, es difon en el món jueu mitjançant els contes o relats tradicionals on mereix la categoria de personatge. En aquesta literatura apareix retratat amb qualitats físiques i morals on es mescla la realitat i la mistificació: Pobresa, mala sort, enginy, endevinació i saviesa (rabí, astrònom, astròleg, expert en escacs).